# Casa de Anne Frank
A Casa de Anne Frank (em neerlandês:  Anne Frank Huis) é um museu biográfico localizado na cidade de Amesterdã, capital dos Países Baixos. Fundado em 3 de maio de 1960 em memória de Anne Frank, encontra-se sediado no edifício onde ela e sua família e outras quatro pessoas judias permaneceram escondidas nos anos da ocupação nazista dos Países Baixos durante a Segunda Guerra Mundial.
Em 3 de maio de 1957 um grupo de pessoas, incluindo Otto Frank, estabeleceram a Fundação Anne Frank com o propósito de salvar o edifício da demolição, e torná-lo acessível ao público.
Agora, já é possível "visitar" o local  à distância, via Google Arts & Culture. Dessa forma, através de registros em 360 graus, é possível visualizar os vários cômodos do imóvel, bem como o quarto que Anne dividiu com a irmã, Margot.
Otto Frank insistiu que o propósito da fundação seria fortalecer o contato e a comunicação entre jovens de diferentes culturas, religiões e raças, em oposição à intolerância e a discriminação racial.
Depois do diário de Anne Frank ter sido traduzido em outras línguas e ela tornou-se internacionalmente conhecida seu antigo esconderijo começou a atrair muitos visitantes.